# のぞみ (政治)
のぞみは、自由民主党の勉強会。

## 概要
2010年1月19日、山本有二を代表として発足。外国人参政権付与の反対や憲法改正、社会保障政策などを提言していくとしている。理念については、石破茂が主宰するさわらび会や同じく石破を中心とする無派閥連絡会にも共有されている。
代表の山本は、派閥のサロン化に警鐘を鳴らしたいとして所属する高村派を退会したものの、他の議員は所属派閥を離脱せず、横断的な政策グループで派閥ではないとしている。参加する5人の議員は全員が平成21年自民党総裁選で西村康稔の推薦人に名を連ねていたが、谷垣禎一総裁ら現執行部への支持を明言した。
2010年2月25日、無所属の平沼赳夫ら3人と意見交換会を開いた。会合では、外国人参政権などに反対することで一致し、今後、定期的に会合を開くことを確認した。会合後、山本は「平沼氏からともに行動できるグループとの評価をいただいた」と述べ、平沼は「山本氏らは良質の政治家で（平沼が結成を明言している）新党に加わってくれるのが望ましいが、なかなかそこまでいっていない」と述べた。

## 所属議員
- 山本有二（代表）
- 衛藤晟一
- 鴨下一郎
- 小泉龍司
- 齋藤健
- 武田良太
- 古川禎久
- 古屋圭司